# HMS Ceylon (30)
HMS Ceylon var en lätt kryssare av Fiji-klass i Royal Navy. Hon tillhörde Ceylon-undergruppen, uppkallad efter den brittiska kolonin Ceylon (numera Sri Lanka). Kryssaren tjänstgjorde i både Atlanten och Stilla havet under andra världskriget. Under efterkrigstiden deltog hon i aktioner i Egypten och i Koreakriget. År 1960 såldes hon till Perus flotta och döptes om till Coronel Bolognesi. Kryssaren skrotades 1985.

## Tjänstgöring

### Andra världskriget

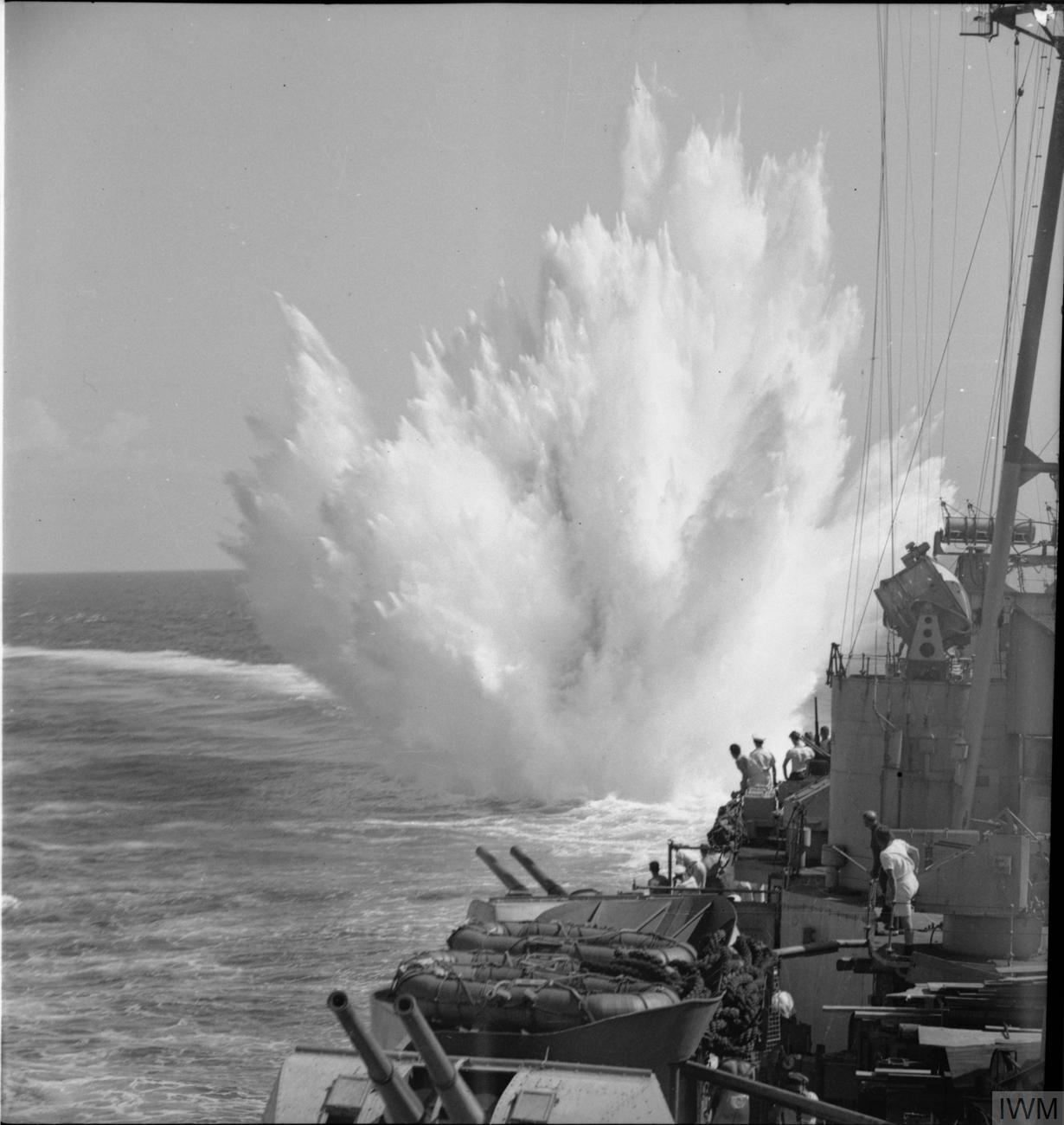
En sjunkbomb avfyrad från HMS Ceylon exploderar

Ceylon byggdes av Stephens i Govan, sjösattes den 30 juli 1942 och färdigställdes den 13 juli 1943. Efter två månader i hemmaflottan överfördes hon till 4:e kryssarskvadronen, med den Östra flottan, och deltog i många hangarfartygsräder, bombardemang och patruller på japanskt kontrollerat territorium, inklusive operationerna Cockpit, Meridian och Diplomat. I november 1944 anslöt hon sig till den brittiska Stillahavsflottan och seglade från Trincomalee den 16 januari och deltog i en räd mot Pankalan Bradan på vägen dit. I maj 1945 var hon dock tillbaka i Indiska oceanen och besköt Nikobarerna, och stannade kvar i området fram till krigsslutet. I oktober 1945 återvände hon till England för en ombyggnad.

### Efterkrigstiden
Efter kriget tjänstgjorde hon i Portsmouthkommandot under 1946/50, följt av 5:e och 4:e kryssareskadern i Fjärran Östern och Ostindien. Hon deltog i Koreakriget och gav eldunderstöd ett flertal gånger.

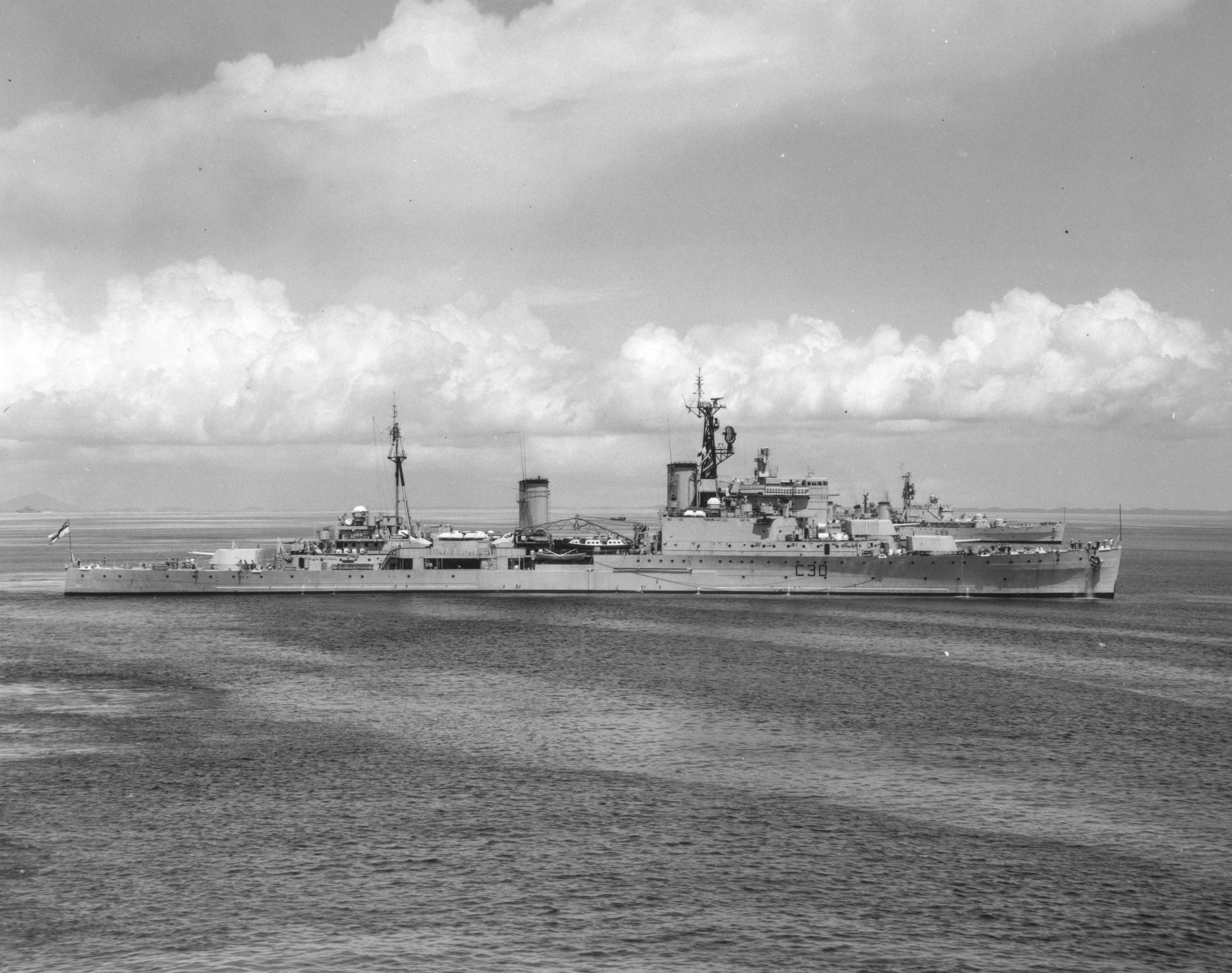
Ceylon

Ceylon, som var i dåligt skick, genomgick en större renovering från mars 1955 till juli 1956 för att kunna användas tills kryssarna i Tiger-klassen kunde tas i bruk. Eldledning för fartygets 10,2 cm kanoner tillhandahölls av amerikanska Mark 63-eldledningssystem, med radar monterad på kanonfästena, medan det lätta luftvärnet tillhandahölls av 18 Bofors 40 mm-kanoner i fem dubbla Mark 5-fästen och åtta enkla Mark 7-fästen.
Efter försök med den nya utrustningen skickades Ceylon i slutet av 1956 till Medelhavet där hon gav eldunderstöd för att slå ut egyptiska batterier vid Port Said till stöd för den brittiska arméns och Royal Marines landstigningar. En kommunikationsofficer på kryssaren beskriver Ceylons bombardemang som relativt kort eftersom de egyptiska batterierna inte besvarade elden. Senare under operationen fungerade Ceylon som en luftledningscentral, eftersom Royalist hade dragits tillbaka av politiska skäl och kryssaren Jamaica saknade moderna radar- och luftledningssystem. Mellan 1956 och 1959 tjänstgjorde hon i Medelhavsflottan, hemmaflottan och öster om Suez.

### I peruansk tjänst
Den 18 december 1959 återvände hon till Portsmouth och såldes till Peru samma månad. Avyttringen av Ceylon, bara tre år efter moderniseringen, kom som en chock för dess sista kapten, Frank Twiss. Den 9 februari 1960 överfördes hon till den peruanska flottan och döptes om till Coronel Bolognesi. Försäljningen av henne och Newfoundland, medan de äldre Colony- och Town-kryssarna - Gambia, Bermuda, Sheffield och Belfast - förblev i tjänst eller reserv fram till valet av en Labourregering 1964, återspeglade förmodligen ett bra pris på försäljningen till Peru och behovet av nedskärningar för att rädda Tiger-klassen.
Hon tillbringade över tjugo år i peruansk tjänst tills hon slutligen ströks från flottans register i maj 1982 och bogserades till Taiwan i augusti 1985 för att skrotas.